# Tapacul unicolor
El tapacul unicolor (Scytalopus unicolor) és una espècie d'ocell de la família dels rinocríptids (Rhinocryptidae).
Habita al sotabosc de les selves humides de muntanya i els límits d'ella, al vessant oriental dels Andes occidentals de Perú, al sud de la Regió de Cajamarca i Regió de La Libertad i zones properes de l'Equador.